# Coleophora pechi
Coleophora pechi é uma espécie de mariposa do gênero Coleophora pertencente à família Coleophoridae.